# Julius Ehrlich
Pour les articles homonymes, voir Ehrlich.
Julius Ehrlich est un chef d'orchestre allemand né le 3 février 1894 à Francfort-sur-le-Main et mort le 22 mai 1976 à Kreuth.

## Biographie
Julius Ehrlich naît le 3 février 1894 à Francfort-sur-le-Main où il reçoit une formation de chef d'orchestre. De 1923 à 1928 il dirige un petit orchestre radiophonique à Hanovre puis travaille à Neustrelitz.
De 1930 à 1933, il travaille à Leningrad : il enseigne au Conservatoire et dirige l'orchestre du Théâtre Kirov en tournée à Kiev, Kharkov et Odessa. À son retour d'Union soviétique en 1934, il enregistre avec l'Orchestre symphonique de Paris le disque de musique soviétique (en), qui comprend des extraits du ballet de Dmitri Chostakovitch L'Âge d'or, Dniepr de Iouli Meïtous et Les Fonderies d'acier d'Alexandre Mossolov. L'enregistrement est salué par la critique, la pièce de Chostakovitch étant décrite avec le plus d'enthousiasme. Il accompagne avec son orchestre Lydia Chaliapine, la fille de la grande basse russe, dans l'enregistrement de quatre chansons folkloriques. De 1934 à 1936, il travaille à l'Opéra royal flamand à Anvers. 
En 1937, il émigre aux États-Unis, où, en 1940, il dirige l'orchestre nouvellement créé, le Sinfonietta Milwaukee, qu'il dirige jusqu'en 1947 en qualité de premier chef en alternance avec Jerzy Boyanovskim, puis travaille avec d'autres orchestres de la ville. Cependant, il n'est pas invité à mettre en place en 1959 l'actuel Orchestre symphonique de Milwaukee. De 1951 à  1954, il travaille à l'Opéra de Wiesbaden et en tournée en Amérique latine.
Il meurt le 22 mai 1976 à Kreuth.

## Source
- (ru) Cet article est partiellement ou en totalité issu de l’article de Wikipédia en russe intitulé « Эрлих, Юлиус » (voir la liste des auteurs).